# Tommy Andersson (låtskrivare)
Tommy Andersson, född 16 april 1951 på Frösön i Jämtland, är en svensk låtskrivare och musiker.
Han sjunger och spelar steel guitar och gitarr i countrybandet Kentucky samt komponerade flera låtar på bandets album Nashville Girls från 2009.
Han var under åren 1975–1985 kapellmästare i pop- och dansbandet Tommys, som han var med och startade 1966.
Andersson tilldelades Östersunds kommuns kulturpris 2003.

## Låtar skrivna av Tommy Andersson
- Julklockor över vår jord (tillsammans med Kaj Svenling och inspelad av Kikki Danielsson och Roosarna 1995. Melodin finns också med texten "Hem till Norden", skriven av Ann-Cathrine Wiklander och inspelad av henne samma år.[3]
- Kan man älska nå'n på avstånd (tillsammans med Karin Hemmingsson), inspelad av Vikingarna 1998.[4]

### Fotnoter
1. ↑  ”Emma Lööf möter Tommy Andersson”. Sveriges radio. 12 september 2014. http://sverigesradio.se/sida/artikel.aspx?programid=78&artikel=5961735. Läst 25 december 2015.
2. ↑  Sara Strömberg (16 juni 2013). ”Tommy komponerar bäst vid fullmåne”. Länstidningen Östersund. Arkiverad från originalet den 26 december 2015. https://web.archive.org/web/20151226070728/http://www.ltz.se/tommy-komponerar-bast-vid-fullmane. Läst 25 december 2015.
3. ↑  ”Min barndoms jular / Ann-Cathrine Wiklander”. Svensk mediedatabas. 22 mars 1995. http://smdb.kb.se/catalog/id/001509497. Läst 25 december 2015.
4. ↑  ”Kramgoa låtar 1998 / Vikingarna”. Svensk mediedatabas. 22 mars 1998. http://smdb.kb.se/catalog/id/001518534. Läst 25 december 2015.